# Botryllus planus
Botryllus planus är en sjöpungsart som först beskrevs av Van Name 1902.  Botryllus planus ingår i släktet Botryllus och familjen Styelidae. Inga underarter finns listade.